# Impiego dei carri armati nelle guerre arabo-israeliane
L'impiego dei carri armati nelle prime guerre arabo-israeliane (guerra di indipendenza di Israele - 1948 e crisi di Suez - 1956) fu sporadico e basato su improvvisazioni (talvolta geniali), mentre nelle guerre successive la IDF si dimostrò la forza armata meglio addestrata dell'area. In questa voce si vuole indicare l'impiego delle forze corazzate nelle guerre, senza uno studio storico-militare dei conflitti, ma solo per chiarire l'influenza dell'impiego dei carri sui combattimenti in cui furono usati.

## Crisi di Suez (1956)
| Nazione                        | Modelli di carri armati   |
| ------------------------------ | ------------------------- |
| Israele                        | - M4 Sherman - AMX 13     |
| Egitto                         | - M4 Sherman - Archer (*) |
| (*)In realtà erano cacciacarri |                           |

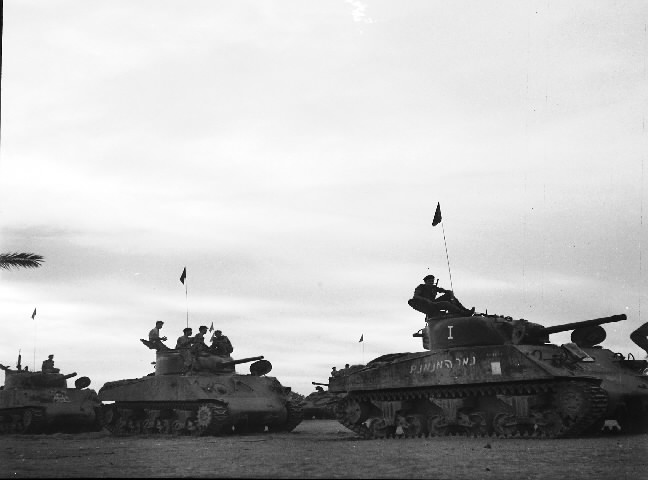
Colonna di M4 Sherman israeliani che avanzano verso il Passo Mitla

In seguito alla nazionalizzazione del canale di Suez da parte di Nasser (presidente dell'Egitto) Francia e Gran Bretagna iniziarono trattative segrete con Israele per averne l'appoggio in caso di operazioni militari contro l'Egitto. L'"appoggio" israeliano praticamente sarebbe stato un intervento militare nella Penisola del Sinai, che avrebbe dato a Francia e Gran Bretagna la possibilità di presentarsi come «forza di interposizione» proprio sulla linea del canale di Suez. Le operazioni militari israeliane iniziarono il 29 ottobre 1956, e francesi e britannici sbarcarono a Porto Said. Tuttavia il trucco diplomatico era troppo trasparente, e Stati Uniti e URSS imposero il ritiro francese e britannico dalla zona del canale. Dopo 100 ore la guerra era finita.
Le forze corazzate israeliane contavano essenzialmente su un certo numero di M4 Sherman, alcuni ancora dei modelli usati nella seconda guerra mondiale. Anche l'Egitto era fornito di Sherman (alcuni del Modello Firefly, modificato dagli inglesi) e di cacciacarri Archer, risalenti alla seconda guerra mondiale. Data la breve durata del conflitto non si ebbero scontri rilevanti fra corazzati.

## Guerra dei Sei Giorni (1967)
| Nazione     | Modelli di carri armati                           |
| ----------- | ------------------------------------------------- |
| Israele     | - M4 Sherman - Centurion, - AMX 13 - M48A1 Patton |
| Giordania   | - M47 Patton - Centurion                          |
| Egitto      | - T-34-85 - JS 3 - T-54 - T-55                    |
| Siria       | - PzKpfw IV H(*) - T-34-85 - T-54 - JS 3          |
| (*)Uno solo |                                                   |
| Iraq        | - T-54                                            |

Dopo la guerra del Sinai l'ONU stanziò una forza di osservatori lungo il confine, in modo da creare un'interposizione fra truppe egiziane ed israeliane. Nel maggio 1967, dopo una serie di discorsi alla popolazione in cui si pronosticava una nuova guerra, il presidente egiziano Nasser chiese il ritiro delle forze di interposizione dell'ONU. Il segretario generale U Thant accondiscese, ritirando i reparti delle Nazioni Unite. Quando l'Egitto chiuse al transito gli stretti di Tiran, quindi impedendo ad Israele l'accesso al golfo di Aqaba ed ai suoi porti meridionali, scattò l'attacco di Israele. Il 5 giugno 1967 l'aviazione israeliana attaccò gli aeroporti arabi (egiziani, siriani e giordani), praticamente cancellando la capacità aerea di questi tre stati. Contemporaneamente la TSAHAL (l'esercito israeliano) iniziava una campagna nel Sinai, che l'avrebbe portato fino al canale di Suez e, dopo essere rimasto sulla difensiva per pochi giorni, attaccava la Siria sulle alture del Golan e la Giordania a Gerusalemme. Nel giro di 6 giorni Israele aveva raggiunto confini che considerava sicuri e aveva occupato tutta Gerusalemme.
I principali scontri fra forze corazzate si ebbero nel Sinai (con gli egiziani) e sulle alture del Golan (con i siriani e gli iracheni), i combattimenti entro e attorno a Gerusalemme furono essenzialmente operazioni di fanteria.
Israele aveva ricevuto diverse forniture di carri sia dalla Gran Bretagna (Centurion), sia dalla Francia (carri leggeri AMX-13), e, insieme agli Sherman che aveva a disposizione, era riuscito a formare una forza corazzata di tutto rispetto, come si vide dalla campagna fulminea su due fronti. Anche la Giordania utilizzava carri occidentali (M48 Patton), mentre Egitto, Siria e Iraq avevano carri di produzione sovietica (T-34/85 e T-54/55). È notevole che sul Golan fu distrutto in combattimento l'ultimo carro che aveva preso parte attiva alla seconda guerra mondiale (un Panzer IV siriano) da parte di uno Sherman modificato.
Questa guerra dimostrò che i carri armati, se privi di copertura aerea, potevano diventare facilmente preda dell'aviazione, con limitatissime possibilità di difesa.

## Guerra dello Yom Kippur (1973)
| Nazione   | Modelli di carri armati                                                                |
| --------- | -------------------------------------------------------------------------------------- |
| Israele   | - M4 Sherman - M48A1 Patton - M60 - M60A1 - Centurion - TI 67 - T-54* - T-55* - PT-76* |
|           | I carri sovietici erano stati catturati nel 1967                                       |
| Egitto    | - T-54 - T-55 - T-62 - PT-76 - T-10                                                    |
| Siria     | - T-54 - T-34 - T-55 - T-62 - PT-76 - T-10                                             |
| Iraq      | - T-54 - T-55                                                                          |
| Giordania | - Centurion                                                                            |

Dopo la morte di Nasser (1970) Sadat aveva preso il potere in Egitto. Sadat apportò notevoli modifiche sia nel sistema di reclutamento sia nell'organizzazione dell'ersercito egiziano, migliorando notevolmente la qualità dei quadri di comando. Politicamente stabilì un accordo con la Siria per un attacco contro Israele, attacco che doveva svolgersi con la massima sorpresa possibile. L'attacco fu lanciato il 6 ottobre 1973, e fu una sorpresa anche per i comandi israeliani (che stavano festeggiando la festività ebraica dello Yom Kippur (i musulmani erano del pari nel periodo del Ramadan), e quindi avevano la maggior parte dei reparti a forza ridotta). A sera gli egiziani avevano ricacciato gli israeliani dalla sponda orientale del canale di Suez, mentre i siriani avevano ripreso la cresta delle alture del Golan. Tuttavia pochi giorni dopo, il tempo necessario ad Israele per richiamare le riserve e per riportare i reparti a piena forza, la situazione era cambiata completamente: le forze egiziane che avevano attraversato il canale di Suez rischiavano di essere circondate, TSAHAL combatteva sulla riva occidentale del Canale e Damasco rischiava di essere catturata. Dopo un rischioso braccio di ferro URSS e USA imposero il cessate il fuoco, il 22 ottobre, che fu garantito dall'inserimento di osservatori dell'ONU (maggio 1974).
Questa guerra fu estremamente rilevante dal punto di vista sia della tattica, sia delle modalità di impiego delle forze corazzate. TSAHAL non era più il coacervo di carri raffazzonati che era stata negli anni cinquanta, ora era diventata una delle macchine da guerra più addestrate del pianeta, tuttavia, nei primi giorni del contrattacco contro l'Egitto, fu fermata e severamente danneggiata dalla tattica egiziana, che si rifaceva, ovviamente con tecnologie degli anni settanta, al Pakschirm già usato con successo dai tedeschi nella seconda guerra mondiale. L'accoppiata missile anticarro-postazione difensiva si rivelò micidiale per i carri israeliani, che, nei primi giorni della controffensiva subirono perdite pesantissime. Solo quando decisero di non affrontare le difese egiziane con attacchi frontali, ma infiltrando la fanteria per distruggere le postazioni egiziane ed effettuando un aggiramento strategico (usando, fra l'altro, una brigata paracadutisti) per impegnare le forze egiziane ad ovest del Canale fu possibile ai carri israeliani avere ragione delle forze corazzate egiziane, che, a quel punto, non potevano più usare la fanteria nelle trincee come perno di manovra. Le azioni sulle colline del Golan videro la più massiccia concentrazione di carri mai raggiunta, con gli israeliani che, nei primi giorni, tentarono una difesa disperata, mentre, man mano che affluivano le riserve, riuscivano a creare sempre di più una forza coesa. Fu proprio in questa occasione che si vide la differenza dei criteri operativi. Mentre i carri siriani si fermarono davanti a Nafah, in attesa di nuovi ordini superiori, i carri israeliani della brigata BARAK (fulmine), dopo che erano morti in combattimento comandante, vicecomandante e ufficiale addetto alle operazioni, continuarono a combattere, naturalmente non come un'unità organica, ma agendo indipendentemente su iniziativa dei capocarro.